# Bušovce
Bušovce (deutsch Bauschendorf, ungarisch Busóc – bis 1877 Bussóc) ist eine Gemeinde im Norden der Slowakei mit 292 Einwohnern (31. Dezember 2024). Sie gehört zum Okres Kežmarok, einem Teil des Prešovský kraj und wird zur traditionellen Landschaft Zips gezählt.

## Geographie
Die Gemeinde befindet sich im Talkessel Popradská kotlina, einem Teil der Podtatranská kotlina beim Zusammenfluss des Flüsschens Biela mit dem Poprad. Das Gemeindegebiet ist weitgehend entwaldet und flach bis leicht hügelig. Das Ortszentrum liegt auf einer Höhe von 592 m n.m. und ist elf Kilometer von Kežmarok entfernt.
Nachbargemeinden sind Podhorany im Norden, Holumnica im Nordosten, Jurské im Südosten, Krížová Ves im Süden, Spišská Belá im Südwesten und Slovenská Ves im Westen.

## Geschichte
Der Ort wurde zum ersten Mal 1286 als Stragar schriftlich erwähnt, als die Vorfahren des Geschlechts Sváby das Dorf vom König Ladislaus IV. erhielten. Eine Pfarrei ist 1345 im Bussundorff erwähnten Ort nachgewiesen, der Zehnt war an den Kanoniker in Zipser Kapitel fällig. 1787 zählte man 81 Häuser und 589 Einwohner und 1828 98 Häuser und 730 Einwohner, die in Landwirtschaft und Leinenweberei sowie -weißen beschäftigt waren. Bis 1940 gab es zudem eine Brennerei.
Bis 1918 gehörte der im Komitat Zips liegende Ort zum Königreich Ungarn und kam danach zur Tschechoslowakei beziehungsweise heute Slowakei. Bis 1945 war das Dorf deutschsprachig mit einer slowakischen Minderheit, gemäß den Beneš-Dekreten wurden die Deutschen ausgewiesen und das Dorf neu besiedelt.

## Bevölkerung
| Jahr                | 1994 | 2004    | 2014    | 2024    |
| ------------------- | ---- | ------- | ------- | ------- |
| Anzahl der Personen | 319  | 317     | 308     | 292     |
| Unterschied         |      | −0,62 % | −2,83 % | −5,19 % |

| Jahr                | 2023 | 2024    |
| ------------------- | ---- | ------- |
| Anzahl der Personen | 296  | 292     |
| Unterschied         |      | −1,35 % |

Gemäß der Volkszählung 2011 wohnten in Bušovce 313 Einwohner, davon 288 Slowaken und jeweils drei Deutsche und Roma. 19 Einwohner machten keine Angabe. 261 Einwohner gehörten zur römisch-katholischen Kirche, sieben Einwohner zur evangelischen Kirche A. B., vier Einwohner zur griechisch-katholischen Kirche, zwei Einwohner zur orthodoxen Kirche und ein Einwohner zu den Zeugen Jehovas. Vier Einwohner waren konfessionslos und bei 34 Einwohnern wurde die Konfession nicht ermittelt.
Ergebnisse nach der Volkszählung 2001 (315 Einwohner):
| Nach Ethnie: - 99,37 % Slowaken - 0,32 % Deutsche | Nach Konfession: - 94,60 % römisch-katholisch - 1,90 % evangelisch - 1,27 % griechisch-katholisch - 0,95 % konfessionslos |

## Bauwerke
- römisch-katholische Laurentiuskirche aus dem 14. Jahrhundert, ursprünglich gotisch, im 17. Jahrhundert umgebaut. Marienbildnis im gotischen Stil, gotische Sakristei und Plastiken, zwei spätbarocke Altare
- evangelische Kirche aus dem Jahr 1818, am Ende des 19. Jahrhunderts neu gestaltet
- Landsitz im barock-klassizistischen Stil aus dem Ende des 18. Jahrhunderts